# Kan-su
Kan-su (čínsky: 甘肃; pinyin: Gānsù) je provincie na severozápadě Čínské lidové republiky. Jméno provincie získala ze spojení názvu pro oblast Kan-čou (甘州; dnes Čang-jie) a oblast Su-čou (肃州; dnes Ťiou-čchüan).

## Geografie
Průměrná nadmořská výška Kan-su je 1000 metrů. Na jihu hraničí s Tibetskou náhorní plošinou a na severovýchodě se sprašovou plošinou středního toku Žluté řeky. Řeka protéká i hlavním městem Lan-čou. Do provincie zasahuje i část pouště Gobi.
Jih Kan-su náležel původně k historické tibetské provincii Amdo.
Kan-su v rámci ČLR hraničí s autonomními oblastmi Sin-ťiang na západě, Vnitřním Mongolskem na severu a Ning-sia na severovýchodě. S provinciemi Čching-chaj na jihozápadě, S’-čchuan na jihu a Šen-si na východě. Na severozápadě hraničí s Gobialtajským ajmagem Mongolska.
Provincií vede Hedvábná stezka, která spojovala dřív Čínu a arabské země. Díky horám na jihu a pouštím na severu vedla stezka koridorem Che-si, kudy dnes vedou dálnice a železnice spojující hlavní město Lan-čou a provincii Sin-ťiang.
Sever a střed Kan-su je suchý. Po celé hranici s provincií Čching-chaj se táhne pohoří Čchi-lien, které dosahuje výšky až 5000 metrů. V horách pramení mnoho řek a nachází se zde i nerostné bohatství. Jižně od Lan-čou se rozprostírají travnaté pastviny, na kterých žijí tibetští nomádi. Na hranicích s provincií S’-čchuan se zvedají vysoké hory.

### Vodstvo
Hlavní zdrojem vody pro jih provincie je Žlutá řeka na svém vrchním a středním toku, přítoky v Kan-su jsou Wej-che a Tchao-che. V okrese Lü-čchü při hranicích s provincii S’-čchuan pramení řeka Paj-lung, přítok řeky Ťia-ling-ťiang. Paj-lung v roce 2010 způsobil silný déšť v okrese Čou-čchü velké sesuvy půdy, při kterých přišlo o život přes 1000 obyvatel. Ve střední části Kan-su pramení řeka Žošuj tekoucí do Vnitřního Mongolska.

## Historie
Oblast provincie Kan-su má z historického hlediska důležitou roli při kontaktu Číny s arabskými zeměmi a západním světem. Na Hedvábné stezce probíhaly po staletí důležité obchody, ale i stěhování obyvatel z Číny i z centrální Asie. Ve střední části provincie v blízkosti města Ťia-jü-kuan leží poslední kámen Dlouhé čínské zdi. Na severozápadě provincie se v blízkosti města Tun-chuang nachází historické buddhistické centrum a skalní jeskyně v Mo-kao pocházející z prvního tisíciletí n. l., které jsou zapsány na Seznamu světového dědictví UNESCO.
Během dynastie Čching v oblasti vypuklo Muslimské povstání (1862–1877), které se rozšířilo do celé Číny a vyžádalo si několik milionů zabitých muslimů. Na přelomu 20. století, kdy v Číně skončila čchingská dynastie a nastalo období vlády militaristů kontrolovali oblast generálové z rodiny Ma.

## Obyvatelstvo
V provincii Kan-su žije podle údajů ze sčítání lidu v roce 2000 kolem 25 milionů obyvatel, což znamená jednu z nejřídčeji osídlených čínských provincií (kolem 70 obyvatel na km²). Podle tohoto sčítání patřilo 8,7 % obyvatel k některé z národnostních menšin; mezi nimi nejvýznamnější jsou Chuejové, kteří žijí na území celé provincie v početných komunitách. Dalšími místními národnosti jsou Tibeťané, Mongolové, Kazachové, Mandžuové a Salarové. Jen kolem 24 % obyvatel žije ve městech. V největším městě Lan-čou žije kolem 1,6 milionu obyvatel, všechna ostatní města mají méně než půl milionu obyvatel.

## Kultura

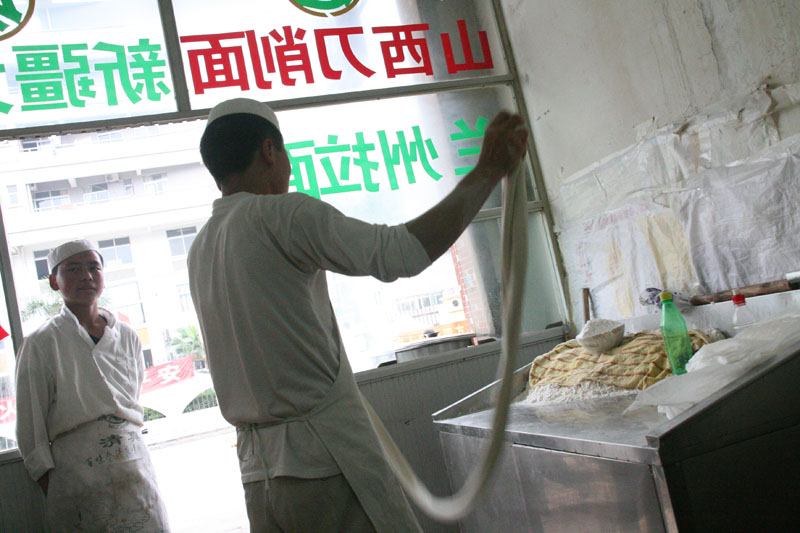
Příprava "Lančou la-mien" nudlí v chuejské restauraci v Kuang-tung

Díky početné populaci čínských muslimů - Chuejů - se v celém Kan-su nachází muslimské restaurace známé po celé Číně. Tradičně nejběžnější jídlo v oblasti jsou "La-mien" (拉面) častěji jako Lan-čou la-mien (兰州拉面).

### Turismus
Kan-su je vyhledávanou oblastí především díky Hedvábné stezce a konci Velké čínské zdi u města Ťia-jü-kuan, kde se nachází i známá pevnost. Další historicky významnou památkou jsou jeskyně Mo-kao. 80 km od města Lan-čou jsou další jeskynní chrámy Ping-ling.
Na jihu provincie v tibetské prefektuře Kanlho leží jeden z nejznámějších a nejvýznamnějších tibetských klášterů Labrang.

## Doprava
Lan-čou bylo vždy důležitým dopravním uzlem. Dnes tudy vedou dálnice do Tibetu i Sin-ťiangu. V roce 1962 byla otevřena železniční trať z Lan-čou do Urumči. Skrz Lan-čou taktéž vede železnice do Lhasy.

## Administrativní členění
| Mapa provincie     | #                  | Název (čínsky) | Název (čínsky)          | Název (čínsky)        | Sídelní městský obvod | Počet obyvatel (2010) |
| Mapa provincie     | #                  | český přepis   | znaky                   | pchin-jin             | Sídelní městský obvod | Počet obyvatel (2010) |
| ------------------ | ------------------ | -------------- | ----------------------- | --------------------- | --------------------- | --------------------- |
|                    |                    |                |                         |                       |                       |                       |
| Městské prefektury |                    |                |                         |                       |                       |                       |
| 1                  | Ťiou-čchüan        | 酒泉市         | Jiǔquán Shì             | Su-čou                | 1 095 947             |                       |
| 2                  | Ťia-jü-kuan        | 嘉峪关市       | Jiāyùguān Shì           | –                     | 231 853               |                       |
| 3                  | Čang-jie           | 张掖市         | Zhāngyè Shì             | Kan-čou               | 1 199 515             |                       |
| 4                  | Ťin-čchang         | 金昌市         | Jīnchāng Shì            | Ťin-čchuan            | 464 050               |                       |
| 5                  | Wu-wej             | 武威市         | Wǔwēi Shì               | Liang-čou             | 1 815 054             |                       |
| 6                  | Paj-jin            | 白银市         | Báiyín Shì              | Paj-jin               | 1 708 751             |                       |
| 7                  | Lan-čou            | 兰州市         | Lánzhōu Shì             | Čcheng-kuan           | 3 616 163             |                       |
| 10                 | Ting-si            | 定西市         | Dìngxī Shì              | An-ting               | 2 698 622             |                       |
| 11                 | Lung-nan           | 陇南市         | Lǒngnán Shì             | Wu-tu                 | 2 567 718             |                       |
| 12                 | Tchien-šuej        | 天水市         | Tiānshuǐ Shì            | Čchin-čou             | 3 262 548             |                       |
| 13                 | Pching-liang       | 平凉市         | Píngliàng Shì           | Kchung-tchung         | 2 068 033             |                       |
| 14                 | Čching-jang        | 庆阳市         | Qìngyáng Shì            | Si-feng               | 2 211 191             |                       |
| Autonomní kraje    |                    |                |                         |                       |                       |                       |
| 8                  | Lin-sia (chuejský) | 临夏回族自治州 | Línxià Huízú Zìzhìzhōu  | městský okres Lin-sia | 1 946 677             |                       |
| 9                  | Kanlho (tibetský)  | 甘南藏族自治州 | Gānnán Zāngzú Zìzhìzhōu | městský okres Che-cuo | 689 132               |                       |